# 徳島高速船

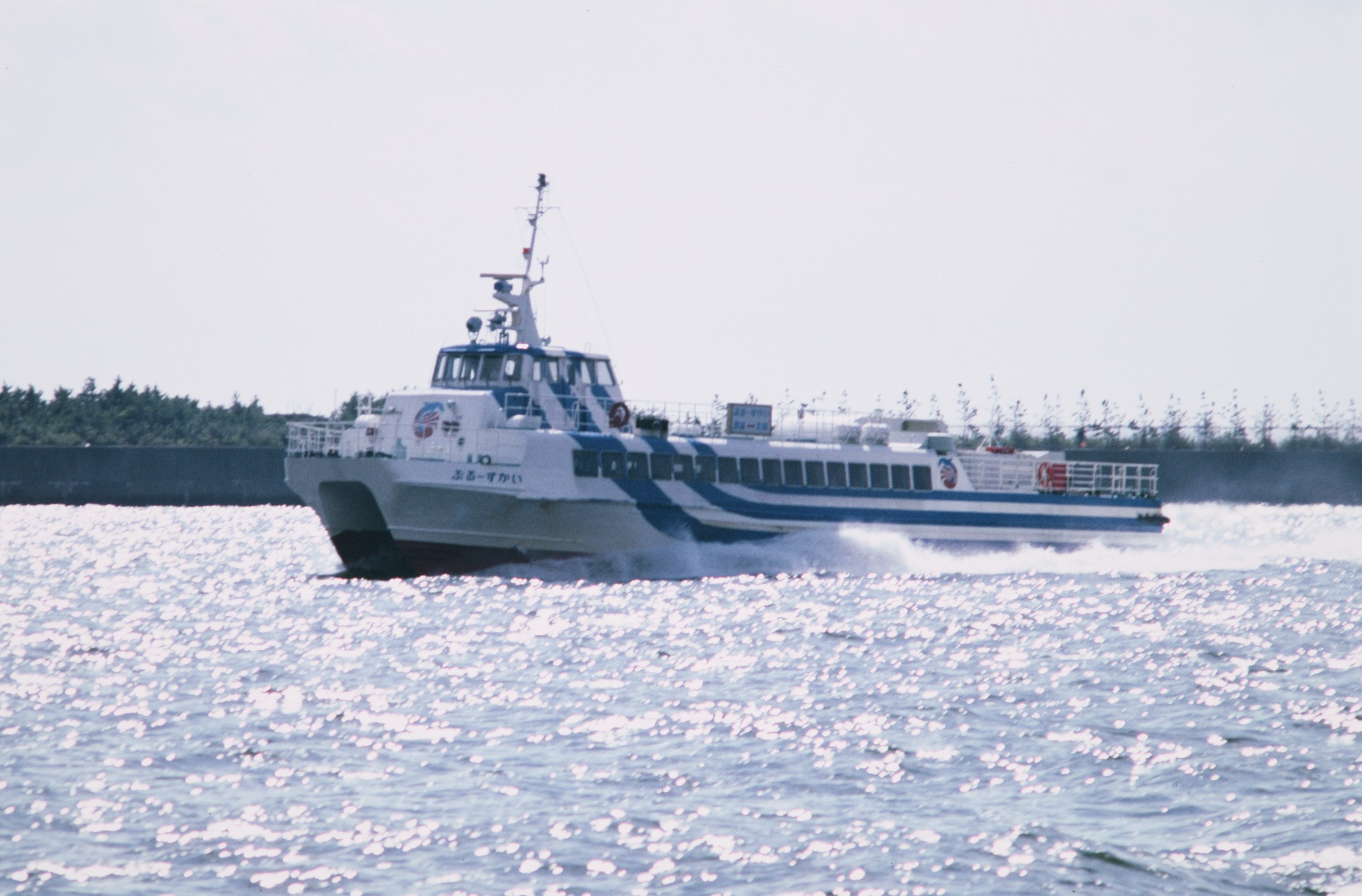
ぶるーすかい (1986年)

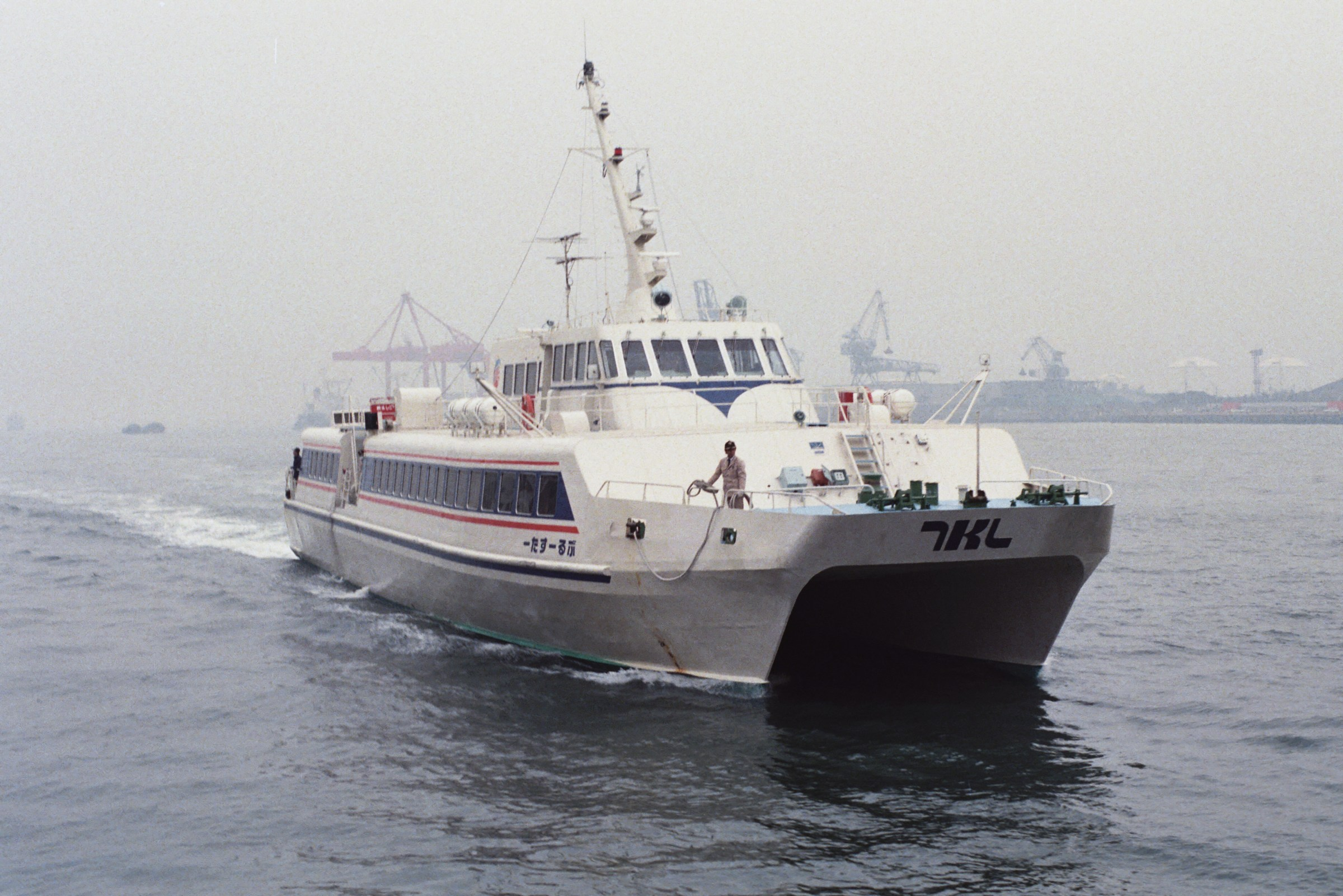
ぶるーすたー (1988年)

徳島高速船株式会社（とくしまこうそくせん）は、日本の海運会社。共正海運のグループ企業で、かつて兵庫県神戸市に本店を置き、徳島県徳島市と大阪府大阪市・神戸市を結ぶ高速船を運航していた。
本項では同社の前身である日本ホーバーライン株式会社、及び同社の船舶を使用して徳島 - 和歌山の航路を運航していた、同一グループの徳島シャトルライン株式会社についても解説する。
なお、航路廃止後も法人は存続し、2015年（平成27年）4月には徳島市に本店を移転しているが、2024年（令和6年）現在海運業からは撤退している。

## 概要
1973年（昭和48年）に共正海運と神戸船舶の共同出資により、日本ホーバーライン株式会社として設立され、翌1974年（昭和49年）12月21日、徳島 - 大阪（南港）にホーバークラフト（三井造船MV-PP5の11号艇と12号艇「赤とんぼ51」「赤とんぼ52」）による航路を開設した。徳島阪神フェリーの所要時間3時間20分に対して1時間25分という画期的なスピードを誇ったものの、構造上波に弱く就航率は75%にとどまった。加えて運賃・料金が高額、航走中はシートベルト着用で特設のトイレ利用時以外は座席から立ち歩けない事もあって、1975年度の利用率は17.5%に低迷、累積赤字が3億7,000万円に達し、1976年（昭和51年）9月1日に休航となった。これに先立って、1972年（昭和47年）から阪急内海汽船が水中翼船による徳島 - 神戸航路（所要時間1時間45分）を運航しており、結果的に見ると、20年余りの実績を残した水中翼船に対して、2年足らずで撤退を余儀なくされたホーバークラフトは完全な失敗であった。2隻のホーバークラフトはその後、大分ホーバーフェリーに移った。
その後、社名を徳島高速船株式会社に変更し、1978年（昭和53年）から使用船を三井造船建造の双胴高速船に替えて、徳島 - 大阪（天保山）の高速船航路として運航を再開した。当時、徳島 - 大阪間の交通機関としては、徳島阪神フェリー、徳島フェリー、南海四国ライン等があったが、いずれも都心間には4時間前後を要し、 徳島空港 - 大阪国際空港の航空便が速達需要に応えている状況であった。当初1隻による一日3往復、所要時間2時間30分でスタートし、翌1979年（昭和54年）には2隻6往復・所要時間2時間となり、以降高速化、大型化と増便が続けられた。
1985年（昭和60年）には徳島シャトルライン株式会社が設立され、1986年（昭和61年）から既存の南海フェリーとの共同運航により、徳島 - 和歌山航路の運航を開始した。
1990年（平成2年）、阪急汽船（旧・阪急内海汽船）を系列化、以後神戸航路・鳴門航路と合わせた航路運営が行われるようになり、1993年（平成5年）11月に阪急汽船から徳島鳴門特急汽船に社名変更、1994年（平成6年）12月1日には経営合理化のため吸収合併した。
1998年（平成10年）4月5日、明石海峡大橋の開通および神戸淡路鳴門自動車道の全通により、全航路の運航を終了した。
徳島 - 関空 - 大阪航路は、新たに設立された徳島関空ラインに継承されたが、2000年（平成12年）2月29日に航路廃止となった。
南海フェリーと共同運航を行っていた徳島 - 和歌山航路は、南海フェリーが単独で運航を継続したが、2002年（平成14年）1月31日に運航を終了、その後はフェリーのみの運航となっている。

## 沿革
- 1973年 - 共正海運と神戸船舶の共同出資により、日本ホーバーライン株式会社設立[1]。
- 1974年12月21日 - 徳島 - 大阪航路を開設、ホーバークラフト「赤とんぼ51」「赤とんぼ52」就航。
- 1976年9月1日 - 航路休止。
- 1978年 -　社名を徳島高速船株式会社に変更。
- 1978年7月1日[7] - 徳島 - 大阪航路を再開、高速船（以下すべて）「さんびーむ」就航。一日3往復、所要時間2時間30分。
- 1979年3月30日[8] - 「さんしゃいん」就航、所要時間を2時間に短縮。
- 1979年7月1日[9] - 「ぶるーすかい」就航、一日6往復に増便。
- 1985年 - 徳島シャトルライン株式会社設立[1]。
- 1986年2月10日 - 徳島シャトルライン「マリンシャトル」、徳島 - 和歌山航路に就航。南海フェリーと共同運航、一日8往復・所要時間1時間15分[10]。
- 1990年 - 阪急汽船を系列化。
- 1991年 - 徳島 - 大阪航路に「サンシャイン」「ソレイユ」就航、所要時間は1時間50分[11]、翌年1時間45分に短縮。
- 1993年7月26日 - 徳島 - 大阪航路、一日9往復に増便。所要時間1時間45分 - 47分[12]。
  - 11月 - 阪急汽船、徳島鳴門特急汽船株式会社に社名変更。
- 1994年6月 - 沖洲マリンターミナルの竣工に伴い、徳島のターミナル移転。
  - 9月4日 - 関西国際空港開港に伴い、寄港を開始。
  - 12月1日 - 徳島鳴門特急汽船を吸収合併、大阪 - 神戸 - 鳴門、神戸 - 徳島の航路を継承。
- 1995年1月17日 - 阪神・淡路大震災により、神戸発着全便が運休。
  - 大阪・西宮 - 神戸の臨時航路に「ぶるーすたー」が就航[13]。
  - 4月11日 - 神戸航路再開。発着場所は中突堤から高浜（神戸ハーバーランド）に変更された[14]。
  - 7月1日 - 神戸 - 徳島航路を4往復から3往復に減便、1993年4月から運航を中止していた鳴門（亀浦） - 三本松（香川県大内町）を廃止、神戸 - 鳴門（撫養）1往復、大阪 - 鳴門（撫養）4往復の計5往復を、大阪 - 鳴門の3往復に減便した。[15]
  - 徳島 - 大阪航路、一日12往復に増便[16]。
- 1998年4月5日 - 全航路の運航を終了。

## 航路
便数はいずれも運航終了時点のものである。斜字は一部便のみ寄港。
日本ホーバーライン
- 徳島港（南沖洲） - 大阪港（南港）

一日4 - 6往復、所要時間1時間25分（東航） - 1時間30分（西航）
徳島港は徳島阪神フェリーターミナルの西側に、専用格納庫と専用スリップウェイを設け陸上発着。大阪港は南港フェリーターミナルで接岸乗降。
徳島高速船
- 徳島港（沖洲マリンターミナル） - 関西国際空港 - 大阪港（天保山）

12往復が運航されており、7.5往復が関西空港に寄港していた。徳島関空ラインへ継承され、8往復に減便して運航が継続された。
全期間に渡り、全船が徳島滞泊のダイヤであり、おおむね徳島発は6時 - 19時、大阪発は8時 - 21時の運航時間帯となっていた。
徳島では当初日本ホーバーライン以来の南沖洲のターミナルを使用、1994年に移動。
- 徳島港 - 鳴門港 - 神戸港

3往復が運航されており、1往復が鳴門港に寄港していた。
- 鳴門港 - 大阪港

3往復が運航されていた。
徳島シャトルライン
- 徳島港 - 和歌山港

南海フェリーと共同運航。9往復が運航されていた。徳島高速船の撤退後は南海フェリー単独で5往復での運航が継続された。

## 船舶

### 日本ホーバーライン
- 赤とんぼ51
- 赤とんぼ52

（共通）1974年10月竣工、三井造船建造（MV-PP5）、全長16.0m、全幅8.6m、全高4.4m、全備重量14t、ガスタービン1基、機関出力1,050ps、最高速力約100km/h、旅客定員48名、同型艇としては初めて船内にトイレが設置された。
航路休止後は三井造船を経て大分ホーバーフェリーに売船された。

### 徳島高速船
社名変更以降は、阪急汽船出自の水中翼船を除き、三井造船製の双胴高速船を一貫して使用していた。
- さんびーむ[21]

1978年6月20日竣工、三井造船千葉事業所建造、191.4総トン、全長26.471m、型幅8.800m、主機出力2,250ps、航海速力25ノット、旅客定員182名。
- さんしゃいん[22]

1979年3月20日竣工、三井造船千葉事業所建造（CP-20HF）、275.02総トン、全長32.80m、全幅9.20m、主機出力5,080ps、航海速力30ノット、旅客定員195名。
- ぶるーすかい[23]

1979年6月竣工、三井造船千葉事業所建造（CP-20HF）、275.35総トン、全長32.80m、全幅9.20m、主機出力5,080ps、航海速力30ノット、旅客定員195名。
引退後、久米島フェリーに売船。
- マリンシャトル

南海フェリーの「マリンホーク」（三井スーパーマランCP30）の改良型（CP30MkII）で、諸元はほぼ同一ながら操舵室・甲板室の形状および配置が異なる。
1986年2月10日竣工、2月19日就航（徳島シャトルラインへ用船）、三井造船千葉事業所建造、共正汽船・徳島高速船所有、船舶整備公団共有船
268総トン、全長41.0m、垂線間長36.9m、幅10.8m、深さ3.4m、満載喫水1.4m、池貝 16V190ATC 2基、連続最大出力5,500ps、最高速力34ノット、航海速力32ノット、旅客定員280名、乗組員4名
- ぶるーすたー[25]

1987年6月竣工、三井造船玉野事業所建造、275総トン、全長41.00m、全幅10.80m、主機出力5,260ps、航海速力31.50ノット、旅客定員280名。
船舶整備公団との共有船。
- さんらいず[25]

1987年7月竣工、三井造船玉野事業所建造、275総トン、全長41.00m、全幅10.80m、主機出力5,260ps、航海速力31.50ノット、旅客定員280名。
船舶整備公団との共有船。
- サンシャイン[25]

1991年6月竣工、三井造船玉野事業所建造、299総トン、全長43.20m、全幅10.80m、主機出力7,200ps、航海速力36.8ノット、旅客定員300名。
- ソレイユ[25]

1991年9月竣工、三井造船玉野事業所建造、297総トン、全長43.20m、全幅10.80m、主機出力7,200ps、航海速力36.50ノット、旅客定員300名。
共正汽船・神戸船舶との共有船。引退後、瀬戸内海汽船に売船。
- ぽーらすたー[25]

1993年3月竣工、三井造船玉野事業所建造、296総トン、全長43.20m、全幅10.80m、主機出力7,200ps、最高速力41.43ノット、航海速力36.80ノット、旅客定員300名
船舶整備公団との共有船。引退後、東海汽船に売却され、アルバトロスとなる。
- びーなす[25]

1993年7月竣工、三井造船玉野事業所建造、295総トン、全長43.20m、全幅10.80m、主機出力7,200ps、旅客定員300名。
船舶整備公団との共有船。引退後、五島産業汽船に売却され、びっぐあーす2号となる。
- ねぷちゅーん[25]

1995年6月竣工、三井造船玉野事業所建造、290総トン、全長43.21m、全幅10.80m、主機出力7,200ps、旅客定員300名。
南海フェリー・船舶整備公団との共有船。引退後、五島産業汽船に売却され、びっぐあーすとなる。
- ほうしょう[25]

1983年1月竣工、日立造船神奈川工場建造(PT-50)、128.04総トン、全長27.5m、全幅5.84m、主機出力2,500ps、旅客定員123名。
阪急汽船が建造した水中翼船で、合併に伴い継承。

## 事故・インシデント
- 1992年5月23日 - 「ソレイユ」が大阪港天保山東岸壁で岸壁に接触した。「ソレイユ」は右舷船首部を破損、旅客78名・乗組員4名は負傷者なし[26]。
- 1993年3月7日 - 「サンシャイン」が友ヶ島水道を航行中に大波を受け、2階グリーン室の窓ガラス2枚が破損、旅客120名・乗組員4名のうち乗客1名が軽傷を負った[27]。
- 1993年10月19日 - 「ぶるーすたー」が徳島港内で貨物船「栄吉丸」と衝突した。「ぶるーすたー」は左舷船首部に長さ約2.8mの亀裂を含む凹損を生じ、旅客46名・乗組員4名のうち旅客4名が軽傷を負った[28]。